# Bizaardvark
Bizaardvark este un serial de televiziune american de comedie creat de Kyle Stegina și Josh Lehrman pentru Disney Channel. Personajele principale fiind Madison Hu, Olivia Rodrigo, Jake Paul, DeVore Ledridge, și Ethan Wacker.
Seria a avut premiera la Disney Channel România pe data de 28 noiembrie 2016.

## Intrigă
Seria urmărește viața a două adolescente Frankie și Paige,care sunt cele mai bune prietene  și care postează melodii haioase și videoclipuri comice pe Internet.  După ce a dat lovitura ajungând la 10.000 de abonați pe Vuuugle canalul Bizaardvark (o combinație de cuvinte dintre"bizar" și "aardvark"), acestea sunt acceptate în Vuuugle studios, unde fac videoclipurile lor, în timp ce, de asemenea, le împărtășesc cu alți  "Vuuuglers".

## Personaje

### Principale
- Frankie Wong (Madison Hu) este un star din Bizaardvark care se joacă la tastatură și pian.
- Paige Olvera (Olivia Rodrigo) este altă vedetă din Bizaardvark care cântă la chitară. În episodul "Unboxing", este dezvăluit faptul că Paige face arte marțiale mixte  atunci când ea este singură.
- Dirk Mann (Jake Paul, sezoanele 1-2) autor al canalului <nowiki>''Dare Me Bro''
- Amelia Duckworth (DeVore Ledridge) autor al canalului ''Perfect Perfection with Amelia'' .
- Bernard "Bernie" Schotz (Ethan Wacker) este un prieten de-al lui Frankie și Paige, care devine agentul lor.
- Zane (Maxwell Simkins, sezonul 3)
- Rodney (Elie Samouhi, sezonul 3)

### Recurente
- Liam (Jonathan McClain)
- Angelo (Jimmy Fowlie)
- Bunica lui Bernie (Ellen Ratner)
- Belissa (Maya Jade Frank)

## Prezentarea generală a seriei
| Sezonul | Sezonul | Episoade | Difuzare Disney Channel România | Difuzare Disney Channel România |
| Sezonul | Sezonul | Episoade | Primul episod                   | Ultimul episod                  |
| ------- | ------- | -------- | ------------------------------- | ------------------------------- |
|         | 1       | 20       | 28 noiembrie 2016               | 4 noiembrie 2017                |
|         | 2       | 22       | 11 noiembrie 2017               |                                 |
|         | 3       | 21       |                                 |                                 |

## Episoade

### Sezonul 1 (2016-17)
| Episodul | Titlu                                               | Premiera Originală | Premiera în România |
| -------- | --------------------------------------------------- | ------------------ | ------------------- |
| 1        | "Întâi"                                             | 24 iunie 2016      | 28 noiembrie 2016   |
| 2        | "Desenul vieții"                                    | 10 iulie 2016      | 29 noiembrie 2016   |
| 3        | "Frankie și negativiștii"                           | 17 iulie 2016      | 30 noiembrie 2016   |
| 4        | "Superfana"                                         | 24 iulie 2016      | 1 decembrie 2016    |
| 5        | "Colaborarea"                                       | 31 iulie 2017      | 2 decembrie 2016    |
| 6        | "Cercul adevărului"                                 | 7 august 2016      | 5 decembrie 2016    |
| 7        | "Prima lege a lui Dirk"                             | 14 august 2016     | 6 decembrie 2016    |
| 8        | "Interviu cu un prieten"                            | 11 septembrie 2016 | 7 decembrie 2016    |
| 9        | "Bernie's in Charge"                                | 18 septembrie 2016 |                     |
| 10       | "Frumi-conul"                                       | 25 septembrie 2016 | 8 decembrie 2016    |
| 11       | "Puff și Frankie"                                   | 2 octombrie 2016   | 11 martie 2017      |
| 12       | "Atenție:Belissa se întoarce!"                      | 23 octombrie 2016  | 18 martie 2017      |
| 13       | "Bizaardvark vs. Vicki Tupeu Fuego:Lupta secolului" | 6 noiembrie 2016   | 25 martie 2017      |
| 14       | "Mustațiadul:Compromisul Bizaardvark"               | 13 noiembrie 2016  | 1 aprilie 2017      |
| 15       | "Control (Plus) Alt (Plus) Delete!"                 | 27 noiembrie 2016  | 1 octombrie 2017    |
| 16       | "Mamă! Gata!"                                       | 13 ianuarie 2017   | 7 octombrie 2017    |
| 17       | "Ziua lui Paige va fi grozavă!"                     | 20 ianuarie 2017   | 14 octombrie 2017   |
| 18       | "Halloweenvark"                                     | 7 octombrie 2016   | 21 octombrie 2017   |
| 19       | "În spațiul tău!"                                   | 27 ianuarie 2017   | 28 octombrie 2017   |
| 20       | "Agh,Sărbătorile!"                                  | 11 decembrie 2016  | 4 noiembrie 2017    |

### Sezonul 2 (2017-18)
| Episodul | Nr. în sezon | Titlu                                            | Premiera Originală | Premiera în România |
| -------- | ------------ | ------------------------------------------------ | ------------------ | ------------------- |
| 21       | 1            | "Prima zi de școală"                             | 23 iunie 2017      | 11 noiembrie 2017   |
| 22       | 2            | "Banane cu ciocolată"                            | 30 iunie 2017      | 18 noiembrie 2017   |
| 23       | 3            | "Acum te va vedea un doctor"                     | 7 iulie 2017       | 25 noiembrie 2017   |
| 24       | 4            | "Paige se schimbă"                               | 14 iulie 2017      | 2 decembrie 2017    |
| 25       | 5            | "Ceartă între prieteni!"                         | 28 iulie 2017      | 9 decembrie 2017    |
| 26       | 6            | "Bufnița șoim"                                   | 4 august 2017      | 16 decembrie 2017   |
| 27       | 7            | "Weekendul vesel al Ameliei și al lui Frankie"   | 11 august 2017     | 13 ianuarie 2018    |
| 28       | 8            | "Profesoara trișoare a lui Frankie"              | 18 august 2017     | 20 ianuarie 2018    |
| 29       | 9            | "Softball-Muzicalul"                             | 25 august 2017     | 27 ianuarie 2018    |
| 30       | 10           | "Da și nu"                                       | 15 septembrie 2017 | 3 februarie 2018    |
| 31       | 11           | "Târgul necinstit"                               | 22 septembrie 2017 | 11 februarie 2018   |
| 32       | 12           | "Balintația perfectă"                            | 29 septembrie 2017 | 17 februarie 2018   |
| 33       | 13           | "Halloweenvark:Povești de groază"                | 6 octombrie 2017   | 24 februarie 2018   |
| 34       | 14           | "Un Crăciun plin de roboți"                      | 8 decembrie 2017   | 21 mai 2018         |
| 35       | 15           | "Nu gândi,doar provoacă"                         | 2 martie 2018      | 22 mai 2018         |
| 36       | 16           | "Bernie se mută"                                 | 9 martie 2018      | 23 mai 2018         |
| 37       | 17           | "Prietene înainte de Frankie"                    | 16 martie 2018     | 24 mai 2018         |
| 38       | 18           | "Aventura perfect imperfectă a Ameliei la volei" | 23 martie 2018     | 25 mai 2018         |
| 39       | 19           | "Paige greșește"                                 | 30 martie 2018     | 28 mai 2018         |
| 40       | 20           | "Ea,eu și Hermie"                                | 13 aprilie 2018    | 29 mai 2018         |
| 41       | 21           | "Programul special al vacanței de primăvară"     | 6 aprilie 2018     | 30 mai 2018         |

## Producție
Seria a fost creată de către Kyle Stegina și Josh Lehrman. Eric Friedman servește ca producător executiv. Marc Warren, a fost producător executiv la intrigă. Seria a fost filmată la începutul anului 2016.

## Premiera internațională
| Țara | Canal                        | Premiera                                                          | Premiera          | Titlul      |  |
| Țara | Canal                        | Sezon 1                                                           | Sezon 2           | Titlul      |  |
| --- | ---------------------------- | ----------------------------------------------------------------- | ----------------- | ----------- |  |
| Statele Unite ale Americii | Disney Channel SUA           | 24 iunie 2016                                                     | 23 iunie 2017     | Bizaardvark |  |
| Canada | Disney Channel Canadá        | 24 iunie 2016                                                     | 23 iunie 2017     | Bizaardvark |  |
| Polonia | Disney Channel Polonia       | 9 septembrie 2016 (avanpremiera) 14 noiembrie 2016 (premiera)     | 4 noiembrie 2017  | Bizaardvark |  |
| Ungaria | Disney Channel Hungría       | 10 septembrie 2016 (avanpremiera) 22 noiembrie 2016 (premiera)    | 18 noiembrie 2017 | Bizaardvark |  |
| Republica Cehă | Disney Channel Czech         | 10 septembrie 2017                                                | 18 noiembrie 2017 | Bizaardvark |  |
| Argentina Bolivia Chile Columbia Cuba Costa Rica Ecuador El Salvador Guatemala Honduras Nicaragua Mexic Panama Paraguay Peru Republica Dominicană Uruguay Venezuela | Disney Channel Latinoamérica | 18 septembrie 2016 25 septembrie 2016 1 octombrie 2016 (premiera) | 6 noiembrie 2017  | Bizaardvark |  |
| Brazilia | Disney Channel Brasil        | 18 septembrie 2016 25 septembrie 2016 1 octombrie 2016 (premiera) | 4 noiembrie 2017  | Bizaardvark |  |
| Israel | Disney Channel Israel        | 2 noiembrie 2016                                                  | 28 noiembrie 2017 | ביזארדבארק  |  |
| Regatul Unit | Disney Channel UK & Irlanda  | 4 noiembrie 2016                                                  |                   | Bizaardvark |  |
| Irlanda | Disney Channel UK & Irlanda  | 4 noiembrie 2016                                                  |                   | Bizaardvark |  |
| România | Disney Channel România       | 28 noiembrie 2016                                                 | 18 noiembrie 2017 | Bizaardvark |  |
| Franța | Disney Channel France        | 7 ianuarie 2017                                                   |                   | Bizaardvark |  |
| Italia | Disney Channel Italia        | 13 ianuarie 2017                                                  |                   | Bizaardvark |  |
| Germania | Disney Channel Deutschland   | 20 februarie 2017                                                 |                   | Bizaardvark |  |
| Spania | Disney Channel España        | 4 septembrie 2017                                                 |                   | Bizaardvark |  |
| Portugalia | Disney Channel Portugal      | 18 septembrie 2017                                                |                   | Bizaardvark |  |